# Simplício da Cilícia
Simplício da Cilícia (/sɪmˈplɪʃiəs/; em grego:  Σιμπλίκιος; c. 490 – c. 560) foi um filósofo e matemático, discípulo de Amônio de Hérmias e Damáscio e um dos últimos neoplatonistas. Está entre os filósofos pagãos perseguidos por Justiniano (r. 527–565) no início do século VI, e foi forçado por um tempo a procurar refúgio na corte sassânida, antes de ser autorizado a voltar para o Império Bizantino por Cosroes I.

## Obras
Ele escreveu extensivamente sobre as obras de Aristóteles. Embora seus escritos sejam todos comentários sobre Aristóteles e outros autores, ao invés de composições originais, seu aprendizado inteligente e prodigioso faz dele o último grande filósofo da antiguidade pagã. Suas obras preservaram muitas informações sobre filósofos anteriores que, de outra forma, teriam sido perdidas.
Simplício comentou extensivamente as obras de Aristóteles como a Da Alma, Sobre o céu e Categorias, bem como Encheirídion de Epiteto.

## Filosofia
Uma das principais preocupações de Simplício era a harmonização da filosofia platônica e aristotélica. Simplício, como um neoplatônico, esforçou-se para mostrar que Aristóteles concorda com Platão mesmo naqueles pontos que ele contesta, para que possa liderar o caminho para o significado mais profundo e oculto. Essa exposição sistemática fazia parte do esforço generalizado no neoplatonismo antigo tardio de apresentar as autoridades mais conhecidas da tradição pagã clássica como representantes de uma única e mesma doutrina venerável, que pretendia apresentá-la como uma alternativa superior ao cristianismo, e para refutar o argumento cristão de que, porque os pensadores pagãos diferem entre si, eles não possuem a verdade. Simplício argumentou que as objeções de Aristóteles aos ensinamentos de Platão não diziam respeito ao núcleo fatual, mas diferiam apenas em certas formulações. Simplício explicou sua abordagem por ocasião de seu exame da filosofia do tempo, argumentando que não é importante conhecer a visão de Aristóteles sobre esse problema; em vez disso, deve-se primeiro reconhecer o que o tempo realmente é. Então, a partir daí, pode-se chegar mais perto das percepções de Aristóteles. visão de mundo. Na dúvida, optou por uma interpretação harmonizadora. Onde isso não foi possível, ele assumiu uma posição clara, como ao rejeitar o materialismo dos estoicos.
Em sua opinião, não apenas Plotino, mas também Siriano, Proclo e Ammonius, são grandes filósofos, que penetraram nas profundezas da sabedoria de Platão. Muitos dos filósofos gregos mais antigos ele também relaciona com o platonismo. Ele é, no entanto, distinto de seus predecessores, a quem tanto admira, ao fazer aplicações menos frequentes de órfico, hermético, caldeu e outros teólogos do Oriente; em parte procedendo com cuidado e modéstia na explicação e crítica de pontos particulares, e esforçando-se com diligência para extrair das fontes originais um conhecimento completo da antiga filosofia grega. Embora avesso ao cristianismo, abstém-se de atacar as doutrinas cristãs, mesmo quando combate expressamente a obra de seu contemporâneo João Filopono, dirigida contra a doutrina aristotélica da eternidade do universo. Em Ética, ele parece ter abandonado a mística teoria panteísta da purificação dos neoplatônicos, e ter encontrado plena satisfação no sistema ético dos estóicos posteriores, por pouco que estivesse disposto a suas doutrinas lógicas e físicas.

### Astronomia
Aristóteles já havia considerado que a matemática, como uma ciência superordenada, tinha permissão para fornecer axiomas a uma ciência subordinada como a astronomia e era responsável pela justificação e explicação dos fenômenos astronômicos; a ciência superior conhece as causas, a subordinada apenas os fatos. Seguindo esse princípio, Aristóteles usou definições geométricas e insights para suas explicações cosmológicas. Philoponus se voltou contra seu método de argumentação, acreditando que um argumento matemático relacionado à física poderia ser invalidado ao apontar para a natureza da realidade física, que limitava tanto a possibilidade matemática que o argumento perdia sua base. Assim, os princípios matemáticos não são totalmente aplicáveis no mundo físico. Este ponto de vista recebeu críticas veementes de Simplício, que pediu uma transição desimpedida da física para seus princípios matemáticos e, inversamente, uma aplicação irrestrita dos princípios matemáticos à física e, especialmente, à astronomia. ele considerou o raciocínio dedutivo é mais importante do que obter insights por indução. Assim, ele apresentou a cosmologia aristotélica como um sistema estritamente dedutivo.
Na astronomia, Simplício, como Aristóteles, pressupunha o geocentrismo que prevalecia na antiguidade de que a Terra estava em repouso no centro do universo. No que diz respeito aos movimentos das estrelas, porém, ele se desvia do modelo aristotélico, que prevê bolas ocas (esferas) transparentes, girando uniformemente e dispostas concentricamente em torno do centro do mundo, ao qual as estrelas estão ligadas, mantendo os corpos celestes em suas órbitas constantes. Simplício pensou que este conceito foi parcialmente substituído pelas descobertas astronômicas posteriores apresentadas por Ptolomeu. Mas ele também não considerou o modelo de Ptolomeu a solução final. Ele era da opinião de que nenhuma das teorias anteriores oferecia uma descrição e explicação satisfatórias dos movimentos planetários, nenhuma era necessária e comprovadamente correta. Sua própria teoria também falhou em atender a seus critérios de comprovação científica. Em contraste com Aristóteles, ele assumiu uma rotação axial de todos os corpos celestes e não considerou seus movimentos circulares homocêntricos. Segundo sua ideia, apenas a esfera das estrelas fixas gira em torno do centro do universo; os planetas, que nos tempos antigos também incluíam o sol e a lua, executam um movimento mais complexo que envolve pelo menos um movimento circular que não é centrado na terra.
Seguindo Aristóteles, Simplício distinguiu entre as abordagens de dois tipos de cientistas naturais: o "físico" (physicós), pelo qual ele se referia a um filósofo natural, e o "matemático", ou seja, um não-filósofo, que tenta compreender condições com meios matemáticos. Um caso especial de tal “matemático” é o astrônomo. Ambos os tipos de pesquisadores estudam o mesmo assunto, mas de maneiras diferentes. O "físico" indaga sobre a natureza das esferas celestes e corpos celestes, ele os considera de um ponto de vista qualitativo, enquanto o astrônomo lida com pontos de vista quantitativos, apoiando-se em raciocínios aritméticos e geométricos. O "físico" pergunta sobre conexões causais, o astrônomo se limita a uma descrição que pretende fazer justiça aos fenômenos observados sem explicá-los causalmente. Simplício considerava a abordagem natural-filosófica, "física", a única cientificamente lucrativa. Ele acreditava que os astrônomos não deveriam se contentar em inventar "hipóteses" - meras regras de cálculo - mas deveriam usar uma teoria física bem fundamentada pela argumentação causal como ponto de partida para suas considerações. Somente uma astronomia tão bem fundamentada pode fornecer insights reais. Deve ser capaz de explicar todos os fenômenos observados.

### Ontologia
Aristóteles disse que o universo não está localizado em um lugar específico. Não pode ser localizado, porque fora do céu esférico, que nada circunda e delimita, não há realidade. Simplício discordou dessa visão. Ele argumentou que, de acordo com o ensinamento aristotélico, o movimento circular da esfera celeste era um movimento local, ou seja, uma mudança de lugar, e que isso implicava que os céus estavam em um só lugar. Simplício viu a razão do erro de Aristóteles na inadequação da definição aristotélica do termo "lugar". Aristóteles havia definido lugar como o limite entre um recinto e um fechado. Ao fazer isso, ele a definiu como uma superfície bidimensional. Consequentemente, o céu desabitado não poderia ter lugar. Simplício perguntou se “cercar” significava envolver de fora ou penetrar no que estava contido. Ambos conduzem a uma contradição: se o invólucro penetra no fechado, o lugar não é o limite; se o lugar encerra apenas o que está contido, é apenas a superfície do que está contido e não este em um lugar, o que é absurdo.
Simplício opôs o conceito de Aristóteles com sua própria compreensão do lugar, que o lugar é um espaço (χώρα, chṓra) e um "recipiente" (ὑποδοχή, hypodochḗ), ou uma realidade expandida que afeta todas as partes de uma coisa no lugar. Não é um espaço oco e também não – como pensava Proclus – um corpo imaterial, mas material e extenso. A questão do lugar não é a mesma do corpo que está no lugar; ao contrário, são dois tipos diferentes de matéria. Não há inconsistência nisso, porque, do ponto de vista de Simplício, nada impede a penetração mútua de dois assuntos. O lugar não é um acidente, uma propriedade de algo (como a extensão espacial, que uma coisa tem como uma de suas propriedades e que é descrita na categoria em quantidade). Em vez disso, é em si uma ousia estendida ("existência", muitas vezes traduzida como "substância"). Desempenha um papel importante na ordem mundial, pois é a medida que atribui a cada corpo o seu lugar e dentro dos corpos as suas partes. Assim, o lugar não é um espaço neutro no qual os objetos estão localizados, mas é o princípio da estrutura ordenada de todo o cosmos e de cada coisa individual. O lugar não absorve passivamente as coisas, mas molda poderosamente as relações entre elas.

### Eternidade do mundo
Como Aristóteles, Simplício acreditava que a extensão espacial do universo era finita. Ele defendeu a doutrina aristotélica da eternidade e indestrutibilidade do cosmos contra a posição de João Filopono, que, como cristão, aceitou a criação como o começo temporal e o fim futuro do mundo e justificou sua visão filosoficamente. Um dos argumentos de Filopono era que, se o mundo não teve começo no tempo, um número infinito de dias já deve ter se passado. Mas se o número de dias que compõem o passado for infinito, o dia presente nunca poderia ter sido alcançado, pois isso teria encerrado uma sucessão de dias infinitos. Por outro lado, Simplício argumentou que os anos passados, por pertencerem ao passado, não existiam mais; não se trata, portanto, de percorrer um conjunto de infinitas unidades reais – não apenas potenciais – existentes, o que Aristóteles descartou. Dentro da estrutura do sistema aristotélico, que só permite o infinito potencial, o argumento de Filopono é convincente da perspectiva de hoje. No entanto, a questão permanece em aberto se a possibilidade de um passado infinito é logicamente excluída mesmo fora da compreensão aristotélica do infinito. Isso ainda é motivo de controvérsia.

### Cosmologia
Os neoplatônicos eram representantes resolutos de uma visão de mundo monista. Eles estavam convencidos de que havia apenas um princípio básico, " o único ", que deveria ser considerado como a única origem de todos os seres e a Forma do Bem. Eles, portanto, se opuseram ao dualismo, que assume um princípio independente do mal como a antítese do bem e a causa do mal, e assim contesta a unidade da realidade. Simplício também se posicionou sobre esse problema e defendeu o monismo neoplatônico contra o maniqueísmo., uma doutrina religiosa que foi difundida desde o século III e ofereceu uma explicação decididamente dualista do mal. Ele teve contato pessoal com um maniqueísta que lhe deu informações sobre sua fé. De acordo com o dualismo absoluto maniqueísta, existe um reino do bem e um reino do mal. Estes sempre se enfrentaram como adversários irreconciliáveis e estão em luta constante. Simplício atacou a cosmogonia dos maniqueístas, sua doutrina da origem do cosmos, segundo a qual a criação do mundo faz parte desse conflito. Como parte de seus esforços para refutá-los, ele os acusou de não serem verdadeiros mitos, mas monstruosidades. Além disso, não compreendiam que as representações míticas não são verdadeiras no sentido literal, mas devem ser interpretadas simbolicamente.
Seguindo a crença tradicional dos neoplatônicos, Simplício não atribuiu nenhuma realidade real ao que é ruim (kakón). É apenas uma "privação", uma privação do bem. Não existe “natureza do mal”. Na realidade, tudo de ruim pode ser explicado como falta de bem. Simplício contrapôs o dualismo maniqueísta com a convicção platônica, compartilhada por Aristóteles, de que todo esforço visa algo realmente ou supostamente bom. Ninguém quer de bom grado algo ruim como tal. De acordo com esse entendimento, quando alguém luta por um bem aparente e adquire um mal com ele, chega a algo ruim e prejudicial porque não reconhece sua maldade ou a aceita em prol do objetivo bom. Assim, toda ação que leva a algo ruim como resultado pode ser explicada pelo fato de que a pessoa que cometeu a ação queria alcançar algo bom e útil, mas se desviou e perdeu o que realmente pretendia. Decisões erradas e maldade em uma pessoa são, portanto, apenas o resultado de uma falta de discernimento, não de uma natureza maligna nela. Mesmo que houvesse algo intrinsecamente ruim, ele agiria em benefício próprio, ou seja, para algo bom. Isso é mesmo pressuposto na visão de mundo dos maniqueístas, como Simplício os repreendeu: Segundo seu mito, o reino do mal se esforça na luta contra o bem para obter algum benefício dele; então, de acordo com Simplício, ele realmente quer algo bom, embora seja dito ser absolutamente ruim. Assim, o mal absoluto busca aquilo que é contrário à sua própria natureza. Essa suposição era absurda para Simplício. Isso é mesmo pressuposto na visão de mundo dos maniqueístas, como Simplício os repreendeu: Segundo seu mito, o reino do mal se esforça na luta contra o bem para obter algum benefício dele; então, de acordo com Simplício, ele realmente quer algo bom, embora seja dito ser absolutamente ruim. Assim, o mal absoluto busca aquilo que é contrário à sua própria natureza. Essa suposição era absurda para Simplício. Isso é mesmo pressuposto na visão de mundo dos maniqueístas, como Simplício os repreendeu: Segundo seu mito, o reino do mal se esforça na luta contra o bem para obter algum benefício dele; então, de acordo com Simplício, ele realmente quer algo bom, embora seja dito ser absolutamente ruim. Assim, o mal absoluto busca aquilo que é contrário à sua própria natureza. Essa suposição era absurda para Simplício.
Do ponto de vista de Simplício, o erro dos maniqueístas remonta também a uma preocupação legítima: eles elevaram o mal a um princípio independente para que não tivessem que atribuí-lo a Deus. Então eles queriam evitar atribuir a causa do mal à divindade absolutamente boa. Ao fazer isso, porém, eles “caíram no fogo enquanto fugiam da fumaça”; a aparente saída tornou-se sua ruína, porque eles assumiram uma posição absurda. Segundo eles, o bem se expôs voluntariamente à influência do poder adversário na batalha e sofreu perdas no processo. Isso é absurdo de acordo com o argumento de Simplício: se os bons se comportassem dessa maneira, seria irracional e incapaz e, portanto, ruim. Um bem verdadeiramente absoluto não pode de forma alguma entrar em conflito; está além do alcance de qualquer coisa ruim. A ideia maniqueísta de uma luta entre dois princípios originais pressupõe que um princípio ataque o outro, isto é, penetre em sua área. Mas isso é impossível com princípios que por sua própria natureza são absolutamente opostos um ao outro, pois em contato com o outro um teria que mudar de natureza ou seria aniquilado. Ambos são excluídos por definição. Além disso, Simplício acusou os maniqueístas de tirar do homem o domínio do que era de sua competência porque o isentava da responsabilidade por seus juramentos éticos. Se um princípio eterno e poderoso do mal é a causa do mal, então também é a causa do erro humano. As más ações de uma pessoa não podem mais ser rastreadas até ela mesma, porque nesse caso ela é exposta a uma influência avassaladora e sua autodeterminação é revogada. Mas isso é impossível com princípios que por sua própria natureza são absolutamente opostos um ao outro, pois em contato com o outro um teria que mudar de natureza ou seria aniquilado. Ambos são excluídos por definição. Além disso, Simplício acusou os maniqueístas de tirar do homem o domínio do que era de sua competência porque o isentava da responsabilidade por seus juramentos éticos. Se um princípio eterno e poderoso do mal é a causa do mal, então também é a causa do erro humano. As más ações de uma pessoa não podem mais ser rastreadas até ela mesma, porque nesse caso ela é exposta a uma influência avassaladora e sua autodeterminação é revogada. Mas isso é impossível com princípios que por sua própria natureza são absolutamente opostos um ao outro, pois em contato com o outro um teria que mudar de natureza ou seria aniquilado. Ambos são excluídos por definição. Além disso, Simplício acusou os maniqueístas de tirar do homem o domínio do que era de sua competência porque o isentava da responsabilidade por seus juramentos éticos. Se um princípio eterno e poderoso do mal é a causa do mal, então também é a causa do erro humano. As más ações de uma pessoa não podem mais ser rastreadas até ela mesma, porque nesse caso ela é exposta a uma influência avassaladora e sua autodeterminação é revogada. pois em contato com o outro teria que mudar de natureza ou seria aniquilado. Ambos são excluídos por definição. Além disso, Simplício acusou os maniqueístas de tirar do homem o domínio do que era de sua competência porque o isentava da responsabilidade por seus juramentos éticos. Se um princípio eterno e poderoso do mal é a causa do mal, então também é a causa do erro humano. As más ações de uma pessoa não podem mais ser rastreadas até ela mesma, porque nesse caso ela é exposta a uma influência avassaladora e sua autodeterminação é revogada. pois em contato com o outro teria que mudar de natureza ou seria aniquilado. Ambos são excluídos por definição. Além disso, Simplício acusou os maniqueístas de tirar do homem o domínio do que era de sua competência porque o isentava da responsabilidade por seus juramentos éticos. Se um princípio eterno e poderoso do mal é a causa do mal, então também é a causa do erro humano. As más ações de uma pessoa não podem mais ser rastreadas até ela mesma, porque nesse caso ela é exposta a uma influência avassaladora e sua autodeterminação é revogada. Simplício acusou os maniqueístas de tirar do homem o domínio do que era de sua competência porque o isentava da responsabilidade por seus juramentos éticos. Se um princípio eterno e poderoso do mal é a causa do mal, então também é a causa do erro humano. As más ações de uma pessoa não podem mais ser rastreadas até ela mesma, porque nesse caso ela é exposta a uma influência avassaladora e sua autodeterminação é revogada. Simplício acusou os maniqueístas de tirar do homem o domínio do que era de sua competência porque o isentava da responsabilidade por seus juramentos éticos. Se um princípio eterno e poderoso do mal é a causa do mal, então também é a causa do erro humano. As más ações de uma pessoa não podem mais ser rastreadas até ela mesma, porque nesse caso ela é exposta a uma influência avassaladora e sua autodeterminação é revogada.

### Psicologia
Em Simplício ou doutrina da alma (psyche), ele distinguiu três tipos de almas:
- as "primeiras" almas cujas moradas estão acima da esfera lunar no reino dos corpos imperecíveis. Eles nunca descem à terra e não conhecem o mal. Como seguem sua própria natureza sem impedimentos, eles se concentram exclusivamente no bem imperecível. Portanto, eles não podem tomar decisões erradas. Não há impulsos neles que se relacionem com coisas materiais e transitórias.
- as almas que vêm do mundo dos imortais, mas descem à terra e ali habitam corpos humanos. Eles ocupam uma posição intermediária entre o mundo divino do puro ser e o mundo animal e vegetal do puro vir-a-ser, e têm acesso a ambos os reinos. Através de sua descida, eles entram em contato com o mal. Perdendo seu foco exclusivo no bem, eles devem descobrir o que é bom para eles e tomar decisões propensas a erros. Isso pode fazer com que eles recebam uma disposição contrária à sua boa natureza. No entanto, eles são capazes de se voltar para o bem através do esforço espiritual e, assim, perceber o que é natural para eles. Ascendendo à sua pátria além da esfera lunar, eles se libertam de todos os males.
- as almas de animais e plantas que só conhecem seu habitat terrestre. Em suas atividades estão sempre voltados para o físico com o qual estão relacionados. Como os animais carecem de razão, eles estão à mercê de seus desejos irracionais. Mas isso não é ruim para eles, é natural para eles. Eles seguem o desejo de preservar a vida; então eles também têm algo bom como objetivo. Sua maneira de experimentar o mal é graduada: nos animais inferiores é uma experiência puramente corporal, semelhante às plantas; em alguns animais superiores, a experiência dos males se aproxima da do homem.

O interesse que Simplício trouxe para a teoria da alma e a questão do que era mau era - como com todos os neoplatônicos - prático. Ele estava preocupado com a utilização do conhecimento obtido com a compreensão da alma para aplicação a um estilo de vida ético. Segundo a compreensão de Simplício, o homem nunca está impotente à mercê do mal; ele sempre pode escolher o bem que corresponde à sua disposição natural. Além disso, a área em que o mal realmente ocorre é estreitamente limitada. As deficiências que afetam o corpo não são consideradas más em sentido estrito, e a presença ou ausência de bens materiais é irrelevante. Processos de decadência material são tão necessários quanto processos de emergência e fazem sentido dentro da estrutura da ordem mundial. A interação de composição e dissolução de corpos não é em si uma coisa ruim; se você olhar de uma perspectiva mais elevada e ver o todo, torna-se necessário. As únicas coisas realmente ruins são as más atitudes mentais, porque o que importa é a alma imortal, não o corpo mortal. Assim, o mal genuíno não existe na natureza que cerca o homem, nem em suas circunstâncias, mas apenas em sua alma, e aí pode ser eliminado por meio do conhecimento e de um modo de vida filosófico. Além disso, as imperfeições físicas também estão limitadas a uma parte relativamente pequena do cosmos. Eles ocorrem apenas no reino terreno, pois é apenas lá que ocorrem os processos de surgimento, mudança e desaparecimento que permitem a ocorrência de deficiências físicas. De acordo com a visão de mundo dos filósofos pagãos da época, Simplício acreditava que o devir e o morrer só aconteciam no espaço "sublunar" - abaixo da lua.

### Obras em tradução para o inglês

#### Sobre as categoriasde Aristóteles
- Simplicius: On Aristotle, Categories 1–4, trad. Michael Chase (2003). Cornell University Press: ISBN 0-8014-4101-3, e Duckworth, Londres: ISBN 0-7156-3197-7
- Simplicius: On Aristotle, Categories 5–6, trad. Frans A.J. de Haas e Barrie Fleet (2001). Cornell University Press: ISBN 0-8014-3838-1, e Duckworth, Londres: ISBN 0-7156-3037-7
- Simplicius: On Aristotle, Categories 7–8, trad. Barrie Fleet (2002). Cornell University Press: ISBN 0-8014-3839-X, e Duckworth, Londres: ISBN 0-7156-3038-5
- Simplicius: On Aristotle, Categories 9–15, trad. Richard Gaskin (2000). Cornell University Press: ISBN 0-8014-3691-5, e Duckworth, Londres: ISBN 0-7156-2900-X

#### Sobreo Sobre os Céus de Aristóteles
- Simplicius: On Aristotle, On the Heavens 1.1–4, trad. Robert J. Hankinson (2001). Cornell University Press: ISBN 0-8014-3907-8, e Duckworth, Londres: ISBN 0-7156-3070-9
- Simplicius: On Aristotle, On the Heavens 1.3–4, trad. Ian Mueller (2011). Duckworth, Londres: ISBN 0-7156-4063-1
- Simplicius: On Aristotle, On the Heavens 1.5–9, trad. Robert J. Hankinson (2004). Cornell University Press: ISBN 0-8014-4212-5, e Duckworth, Londres: ISBN 0-7156-3231-0
- Simplicius: On Aristotle, On the Heavens 1.10–12, trad. Robert J. Hankinson (2006). Cornell University Press: ISBN 0-8014-4216-8, e Duckworth, Londres: ISBN 0-7156-3232-9
- Simplicius: On Aristotle, On the Heavens 2.1–9, trad. Ian Mueller (2004). Cornell University Press: ISBN 0-8014-4102-1, e Duckworth, Londres: ISBN 0-7156-3200-0
- Simplicius: On Aristotle, On the Heavens 2.10–14, trad. Ian Mueller (2005). Cornell University Press: ISBN 0-8014-4415-2, e Duckworth, Londres: ISBN 0-7156-3342-2
- Simplicius: On Aristotle, On the Heavens 3.1–7, trad. Ian Mueller (2009). Duckworth, Londres: ISBN 0-7156-3843-2
- Simplicius: On Aristotle, On the Heavens 3.7–4.6, trad. Ian Mueller (2009). Duckworth, Londres: ISBN 0-7156-3844-0

#### Sobrea Física de Aristóteles
- Simplicius: On Aristotle, Physics 1.1-2, trad. Stephen Menn (2022). Bloomsbury, New York: ISBN 9781350285682
- Simplicius: On Aristotle, Physics 1.3–4, trad. Pamela M. Huby e C. C. W. Taylor (2011). Duckworth, Londres: ISBN 0-7156-3921-8
- Simplicius: On Aristotle, Physics 1.5–9, trad. Han Baltussen (2011). Duckworth, Londres: ISBN 0-7156-3857-2
- Simplicius: On Aristotle, Physics 2, trad. Barrie Fleet (1997). Cornell University Press: ISBN 0-8014-3283-9, e Duckworth, Londres: ISBN 0-7156-2732-5
- Simplicius: On Aristotle, Physics 3, trad. James O. Urmson (2002). Cornell University Press: ISBN 0-8014-3903-5, eDuckworth, Londres: ISBN 0-7156-3067-9
- Simplicius: On Aristotle, Physics 4.1–5, 10–14, trad. James O. Urmson (1992). Cornell University Press: ISBN 0-8014-2817-3, e Duckworth, Londres: ISBN 0-7156-2434-2
- Simplicius: On Aristotle, Physics 5, trad. James O. Urmson (1997). Cornell University Press: ISBN 0-8014-3407-6, e Duckworth, Londres: ISBN 0-7156-2765-1
- Simplicius: On Aristotle, Physics 6, trad. David Konstan (1989). Cornell University Press: ISBN 0-8014-2238-8, e Duckworth, Londres: ISBN 0-7156-2217-X
- Simplicius: On Aristotle, Physics 7, trad. Charles Hagen (1994). Cornell University Press: ISBN 0-8014-2992-7, e Duckworth, Londres: ISBN 0-7156-2485-7
- Simplicius: On Aristotle, Physics 8.1–5, trad. I. Bodmar, M. Chase, M. Share (2012). Bloomsbury, New York: ISBN 9781472539175
- Simplicius: On Aristotle, Physics 8.6–10, trad. Richard McKirahan (2001). Cornell University Press: ISBN 0-8014-3787-3, e Duckworth, Londres: ISBN 0-7156-3039-3

#### Sobre a Almade Aristóteles
- Simplicius: On Aristotle, On the Soul 1.1–2.4, trad. James O. Urmson (1995). Cornell University Press: ISBN 0-8014-3160-3, e Duckworth, Londres: ISBN 0-7156-2614-0
- Priscian: On Theophrastus on Sense-Perception, with "Simplicius": On Aristotle, On the Soul 2.5–12, trad. Carlos Steel (1997). Cornell University Press: ISBN 0-8014-3282-0, e Duckworth, Londres: ISBN 0-7156-2752-X
- "Simplicius": On Aristotle, On the Soul 3.1–5, trad. Henry J. Blumenthal (2000). Cornell University Press: ISBN 0-8014-3687-7, e Duckworth, Londres: ISBN 0-7156-2896-8

#### Handbookde Epicteto
- Simplicius: On Epictetus, Handbook 1–26, trad. Tad Brennan e Charles Brittain (2002). Cornell University Press: ISBN 0-8014-3904-3, e Duckworth, Londres: ISBN 0-7156-3068-7
- Simplicius: On Epictetus, Handbook 27–53, trad. Tad Brennan e Charles Brittain (2002). Cornell University Press: ISBN 0-8014-3905-1, e Duckworth, Londres: ISBN 0-7156-3069-5

#### Outras obras
- Simplicius: Corollaries on Place and Time, trad. James O. Urmson (1992). Cornell University Press: ISBN 0-8014-2713-4, e Duckworth, Londres: ISBN 0-7156-2252-8
- Philoponus: Corollaries on Place and Void, com Simplicius: Against Philoponus On the Eternity of the World, trad. David Furley e Christian Wildberg (1991). Cornell University Press: ISBN 0-8014-2634-0, e Duckworth, Londres: ISBN 0-7156-2250-1
- Philoponus: On Aristotle, Physics 5–8, comSimplicius: On Aristotle on the Void, trad. Paul Lettinck e J. O. Urmson (1994). Cornell University Press: ISBN 0-8014-3005-4, e Duckworth, Londres: ISBN 0-7156-2493-8